# تيت جورج
تيت جورج (بالإنجليزية: Tate George)‏ مواليد 29 مايو 1968 في نيوآرك، هو لاعب كرة سلة أمريكي سابق. بدأ مسيرته الاحترافية في سنة 1990. تم اختياره من قبل فريق بروكلين نتس خلال الدرافت. حمل الرقم 12. يبلغ طوله 6 قدم 5 بوصة (2.0 م). اعتزل اللعب في 1997. أحرز خلال مسيرته في الإن بي إيه 736 نقطة بمعدل 4.2 نقاط في المباراة الواحدة.

## روابط خارجية
- تيت جورج على موقع إن بي أي (الإنجليزية)
- تيت جورج على موقع سبورتس رفرنس (الإنجليزية)
- تيت جورج على موقع كلية كرة السلة في سبورتس رفرنس.كوم (الإنجليزية)
- تيت جورج على موقع ريلجم (الإنجليزية)
- تيت جورج على موقع بروبوليرز (الإنجليزية)